# تونی گانیوس
تونی گانیوس (انگلیسی: Tony Ganios؛ ۲۱ اکتبر ۱۹۵۹ – ۱۸ فوریهٔ ۲۰۲۴) بازیگر، کارگردان فیلم، نویسنده، تهیه‌کننده فیلم و کارگزار بیمه اهل ایالات متحده آمریکا بود.
از فیلم‌ها یا برنامه‌های تلویزیونی که وی در آنها نقش داشته‌است، می‌توان به جان‌سخت ۲ و جاده فرعی اشاره کرد.